# Румянцевский сельсовет (Краснополянский район)
Румянцевский сельсовет — упразднённая административно-территориальная единица, существовавшая на территории Московской губернии и Московской области до 1951 года.
Румянцевский сельсовет был образован в первые годы советской власти. По данным 1924 года он входил в состав Трудовой волости Московского уезда Московской губернии.
23 ноября 1925 года из Румянцевского с/с были выделены Драчевский и Мало-Ивановский с/с.
По данным 1926 года в состав сельсовета входили деревни Подольниха и Румянцево.
В 1929 году Румянцевский с/с был отнесён к Коммунистическому району Московского округа Московской области. При этом к нему были присоединены Драчевский (селения Драчёво и Фоминское) и Мало-Ивановский (селения Малое Ивановское и Фелисово) с/с.
27 февраля 1935 года Румянцевский с/с был передан в Дмитровский район.
4 января 1939 года Румянцевский с/с был передан в Краснополянский район.
23 ноября 1951 года Румянцевский с/с был упразднён. При этом его территория (селения Драчево, Малое Ивановское, Подольниха, Румянцево, Фелисово и Фоминское) была передана в Черновский с/с.